# Emarginea nocea
Emarginea nocea là một loài bướm đêm trong họ Noctuidae.